# Tronchoy
Tronchoy är en kommun i departementet Yonne i regionen Bourgogne-Franche-Comté i norra Frankrike. Kommunen ligger i kantonen Flogny-la-Chapelle som tillhör arrondissementet Avallon. År 2022 hade Tronchoy 123 invånare.

## Befolkningsutveckling
Antalet invånare i kommunen Tronchoy
| Referens: INSEE |